# Eduard Popp
Eduard Popp (Barnaúl, Rusia, 16 de junio de 1991) es un deportista alemán que compite en lucha grecorromana.
Ganó una medalla de bronce en el Campeonato Europeo de Lucha de 2021, en la categoría de 130 kg. Participó en los Juegos Olímpicos de Río de Janeiro 2016, ocupando el quinto lugar en la misma categoría.

## Palmarés internacional
| Campeonato Europeo | Campeonato Europeo | Campeonato Europeo | Campeonato Europeo |
| Año                | Lugar              | Medalla            | Categoría          |
| ------------------ | ------------------ | ------------------ | ------------------ |
| 2021               | Varsovia (Polonia) | Medalla de bronce  | 130 kg             |